# Mecanum-Rad

Nahaufnahme eines Mecanum-Rads

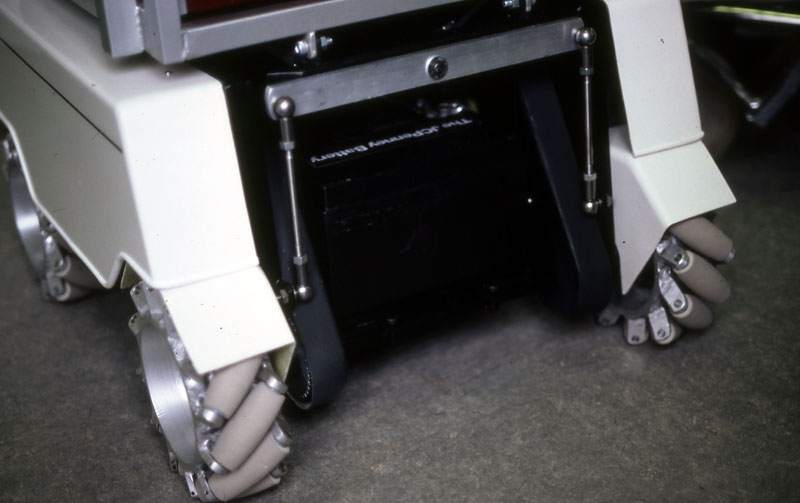
Rollstuhl mit Mecanum-Rädern

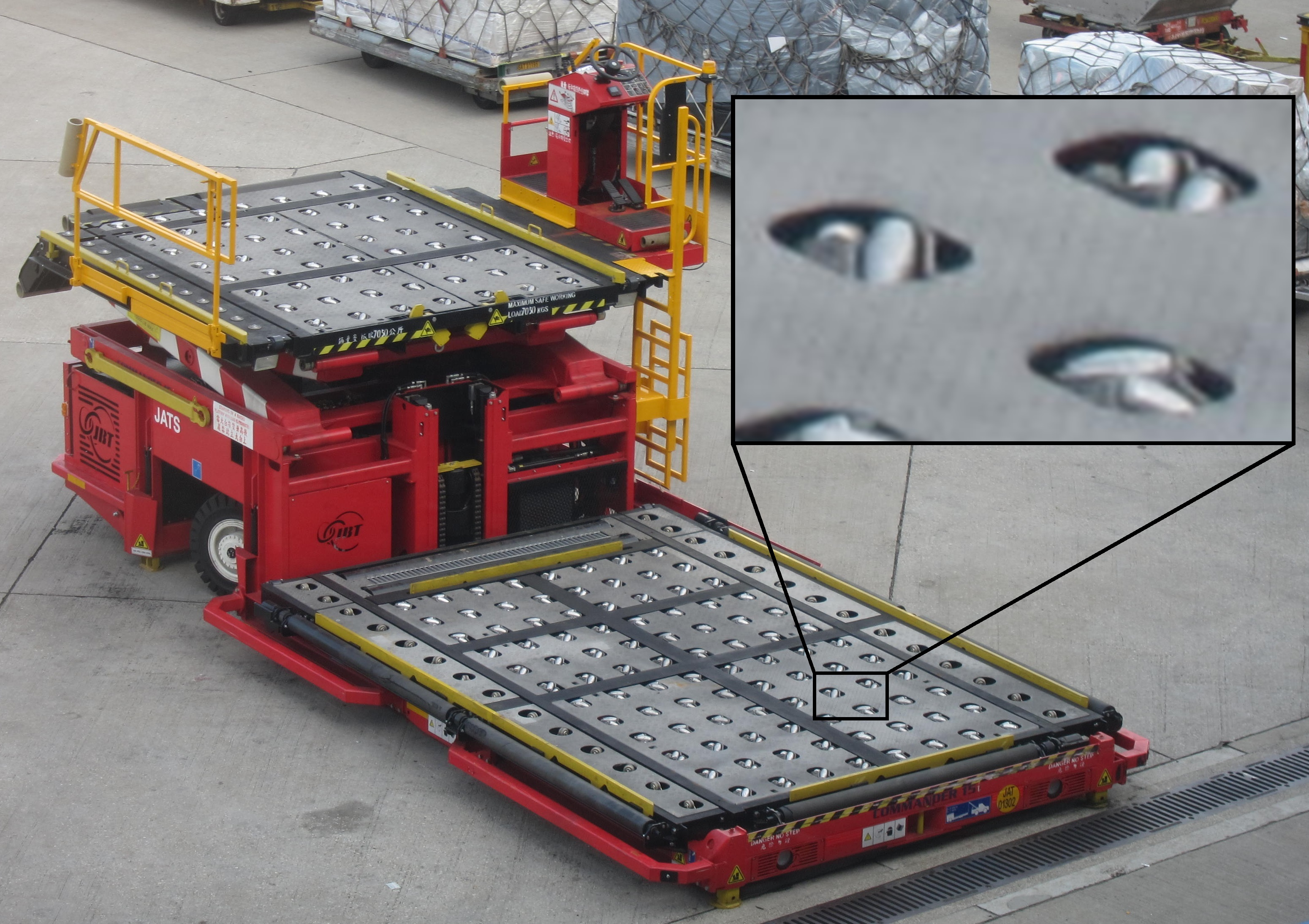
Unit Load Device mit angetriebenen Mecanum-Rädern zum Drehen und Verschieben der Fracht

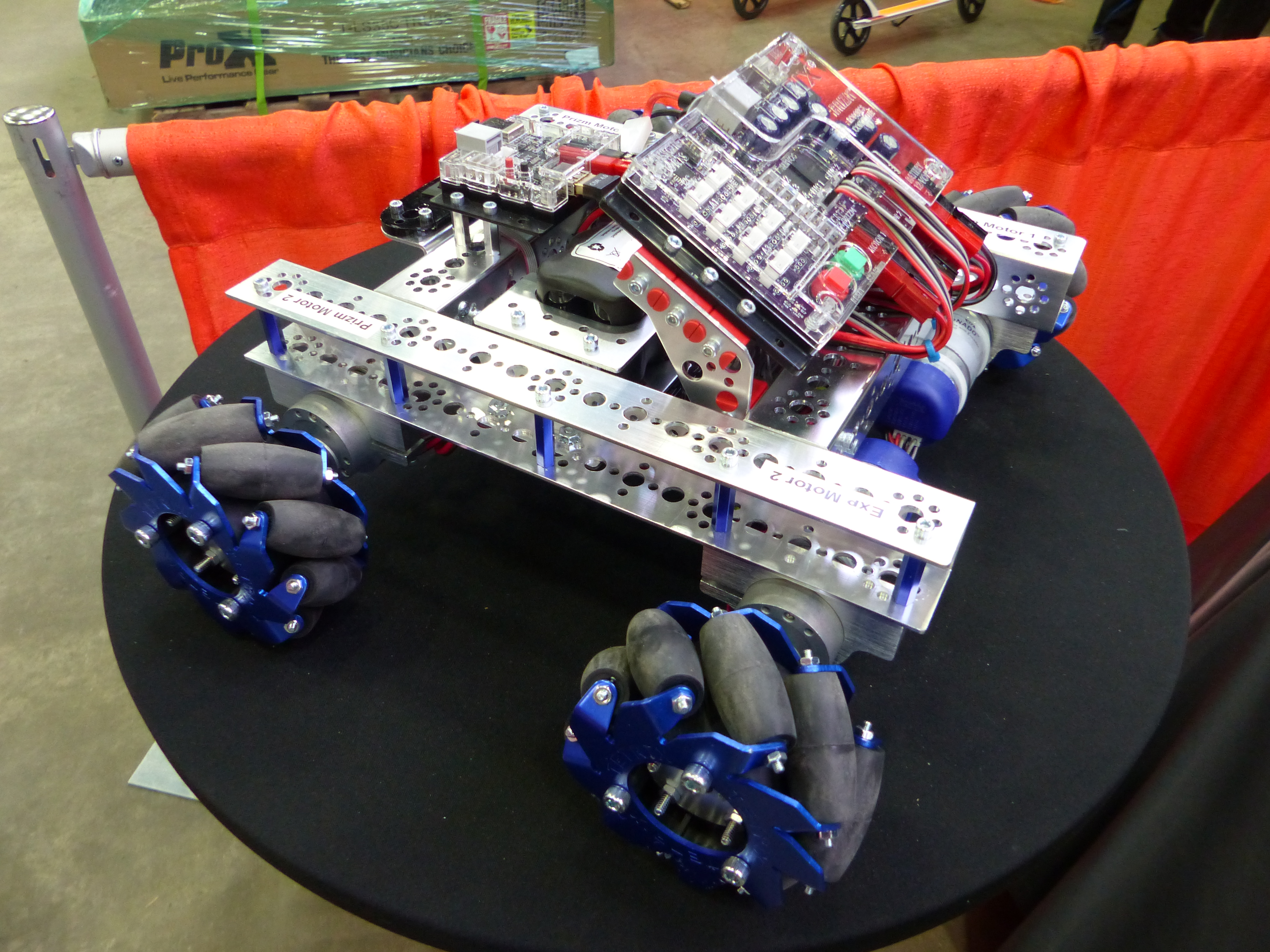
Mobiler Roboter mit Mecanum-Rädern

Das Mecanum-Rad ist ein Rad, das einem Fahrzeug omnidirektionale Fahrmanöver erlaubt, ohne mit einer mechanischen Lenkung ausgestattet zu sein. Es wird nach seinem schwedischen Erfinder Bengt Ilon auch Ilon-Rad genannt (im Englischen „Ilon wheel“ oder auch „Swedish wheel“). Das US-Patent für dieses Rad wurde am 13. November 1972 eingereicht, mit Bengt Ilon als Erfinder und Patentinhaber. Das zugehörige deutsche Patent wurde am 30. Oktober 1973 eingereicht. Im Gegensatz zum Allseitenrad stehen beim Mecanum-Rad die Rollen in einem anderen Winkel als 90 Grad zur Hauptachse.

## Technik und Anwendung
Auf dem Umfang (der „Felge“) des Rades sind mehrere drehbar gelagerte tonnenförmige Rollen meist im Winkel von 45 Grad zur Achse des gesamten Rades angebracht. Ausschließlich diese Rollen stellen den Kontakt zum Boden her. Diese Rollen haben keinen direkten Antrieb und können sich frei um ihre schräge Lagerachse drehen. Das gesamte Mecanum-Rad dagegen wird von einem Antriebsmotor mit veränderlichem Drehsinn und variabler Drehzahl angetrieben.
Die damit ausgestatteten Fahrzeuge haben üblicherweise vier solcher Räder, die im Rechteck („Wagenanordnung“) angeordnet sind. Die Achsen der geneigten Rollen müssen dabei an der Auflageebene entweder sternförmig zur Fahrzeugmitte zeigen oder alle Winkelachsen der Rollen müssen auf einer Kreisprojektion liegen (unterschiedliche Wahl der Winkel der Rollen an Vorder- und Hinterachse – jeweils +45° oder −45° zur Achse des Mecanum-Rades). Wird dieses Kriterium nicht beachtet, lassen sich keine omnidirektionalen Antriebskräfte erzeugen. Nur mit der Anordnung der Auflageflächen in Kreisprojektion ist eine Drehung um deren Mittelpunkt möglich, was in den meisten Anwendungsfällen gewünscht ist.

Antrieb mit vier Mecanum-Rädern (Draufsicht).
blau: Antriebsrichtung des Rades; rot: Bewegungsrichtung des Fahrzeugs
a) Geradeausfahrt, b) Seitwärtsfahrt, c) Diagonalfahrt, d) Kurvenfahrt, e) Drehung, f) Schwenkfahrt

Die Drehzahl und die Drehrichtung eines jeden Rades ist einzeln ansteuerbar. Durch individuelle Drehrichtungswahl der Räder entstehen gegenüber der Fahrbahn Kraftvektoren, die sich durch die beweglichen Rollen in zwei Richtungen ausbilden, jedoch in der Summe mit den Vektoren der anderen Räder zu einer Gesamtbewegungsrichtung oder auch einem Drehmoment für das gesamte Fahrzeug summieren. Dabei ist entscheidend, dass sich je nach Richtung der Kräfte die Rollen auf dem Untergrund teils in Drehung versetzen oder einfach nur durch das Rad, auf dem sie sich befinden, abgerollt werden, ohne sich selbst zu drehen – beispielsweise bei Vorwärts-Geradeausfahrt. Im Extremfall kann so ein Fahrzeug lediglich durch gegensätzlichen Drehsinn von Rädern der Vorder- und Hinterachse quer verfahren, ohne sich „vorwärts“ zu bewegen oder eine Drehung um die Hochachse ausführen zu müssen.
Anwendungszwecke sind beispielsweise Förderfahrzeuge, Mobilitätshilfen für gehbehinderte Menschen, fahrerlose Transportfahrzeuge, in der Intralogistik, bei Patientenliegen und Operationstischen, bei Produktionsprozessen zum Beispiel im Maschinen-, Flugzeug- oder Fahrzeugbau, des Weiteren in der Robotik.

## Geschichte
Die United States Navy kaufte das Patent von Ilon und entwickelte es 1980 in Panama City weiter. Die Navy benutzte es, um Lasten auf Schiffen zu transportieren.
1997 zahlten die Firma Airtrax Inc. und einige andere Firmen an die Navy je 2500 US-Dollar für die Technik. Airtrax entwickelte damit unter anderem einen Gabelstapler, der sich gut in engen Räumen bewegen lässt und bis 2008 vermarktet wurde.